# Medusa Sunbeach Festival
El Medusa Sunbeach Festival es un festival de música electrónica. Se celebra desde 2014 cada año en la playa de Cullera, municipio de Valencia, Comunidad Valenciana. Encontramos diferentes estilos con sus respectivos escenarios: desde el EDM en el escenario principal hasta Techno, Indie, Remember, Hardstyle, Dubstep y Trap (estos 3 últimos fueron incluidos en la última edición).
El Festival es basado cada año en una experiencia temática diferente como "Invaders" o "Secret of Wonderland",  que son el hilo conductor que inspira la estética del escenario principal cada edición.

## Ediciones
| Edición | Fecha                   | Asistentes | Escenarios | Temática                 |
| ------- | ----------------------- | ---------- | --- | ------------------------ |
| 1.ª     | 16 de agosto de 2014    | 20 000     | Techno stage, Edm stage, Neptuno stage, Remember stage                                                                          | No especificada          |
| 2.º     | 13-16 de agosto de 2015 | 67 000     | Edm stage, Techno stage, Indie stage, Remember stage                                                                            | Océano                   |
| 3.º     | 8-14 de agosto de 2016  | 145 000    | Atlantis Edm stage, Undersea Techno stage, Oceanic Indie stage, Rainbow tent Remember, Sunshine tent Trap/Dubstep/Hard Techno   | Mitología griega         |
| 4.º     | 9-15 de agosto de 2017  | 185 000    | Gorillaz Kingdom Stage, Resonance Techno Stage, Radical Stage, Generation Trance, DFense Made Of Hardstyle, Barong Family Stage | Jungle Carnival          |
| 5.º     | 8-13 de agosto de 2018  | 300 000    | Invaders (EDM stage), Resonance (Techno stage), Little Bird (Remember stage), Area 51                                           | Invaders                 |
| 6.º     | 7-12 de agosto de 2019  | 315 000    | Queen´s Castle (Mainstage), Resonance (Techno Stage), Symphony ( Remember Stage), Beach Club                                    | The Secret of Wonderland |
| 7.ª     | 10-15 de agosto de 2022 | 320 000    | Circus of Madness( Mainstage), Resonance ( Techno Stage), Symphony ( Remember Stage ), Beach Club , Q-Dance stage               | Circus of Madness        |
| 8.ª     | 9-13 de agosto de 2023  | 320 000    | | Age of Times             |

## Artistas

### Edición 2014[6]
| Escenario      | Artistas |
| -------------- | --- |
| Techno stage   | Cristian Valera, Christian Smith, Ambivalent, Fatima Hajji, Los Suruba, Derek Muller, Agatha Pher, Guille Placencia, Manu Vulcano                                                        |
| Edm stage      | DJ Nano, Albert Neve, JP Candela, Space Elephants, The River, Sandro Ávila, Miguel Serna, Aitor Galán, Niclab, Psycho Beat, Álvaro Hidalgo, Dani Wallace, Kilo, Dj Nappy, Jorge Millana. |
| Neptuno stage  | Coqui Selection, Dj Pive, Fercho Energy, Javier Medina, Onieva, Jose Diaz |
| Remember stage | Dj Marta, Christian Milla, Dj Toñin, Javi Boss, Miguel Serna, Chumi Dj, Dj Carlo, Jose Conca, Ismael Lora, David Cabeza, Alex Cervera, David DTX                                         |

### Edición 2015[7]
| Escenario      | Artistas |
| -------------- | --- |
| Edm stage      | Steve Aoki, Dimitri Vegas & Like Mike, Diplo, W&W, R3hab, Julian Jordan, Madds, Brian Cross, Dj Nano, Eric Vesper, Headhunterz, Sander Van Doorn, Vicetone, Danny Ávila, Sandro Ávila, Tujamo , Danny Wade, Space Elephants, Aitor Galan, Psycho Beat . |
| Techno stage   | Carl Cox, Dj Murphy & A.Professor, Edu Imbernon, Fatima Hajji, John Digweed, Karretero, Nicole Moudaber, Technasia B2B Uner, Aaron Cehrig, Dubfire, Eqbert, Fabio Florido, Los Suruba, Matador, Paco Osuna, Siles, 2Gen, Ian Davis . |
| Indie stage    | Vetusta Morla, Niños Mutantes, Napoleón Solo, Zahara, Villanueva, Nudo Winsor, Los planetas Dj, Amable Dj, Musiczul Djs, Café & Cigarro Djs, L’enfant Terrible & Sideburn Dj, Man pop Dj, Hells To Kill, Lori Meyers, Delorean, Dorian Dj, Arizona Baby, Delacruz, Jack Knife, Síndrome Moscow , Bilbadino, Vilanoise, Ochoymedio Djs |
| Remember stage | Vicente One More Time, Batiste, Dj Juanma, Raul Platero, Dj Juand, Alex Cervera, Javi Crecente, Save The Rave, La Luna (live), Sensity World (live), Dateknowarriors, Poogie Bear, Dj Marta, Miguel Serna, Javi boss, Christian Millan, Raul Ortiz, Jose Conca, Chumi Dj, Ismael Lora, Pat B, Dj Skudero, David Dtx, Dj Juandy, T Comissi & Sylvana, David Cabeza, Raul Platero, Sergio Jiménez, Dj Morky, Alex Selfa, David De Radical MC. |

### Edición 2016[8]
| Escenario                                | Artistas |
| ---------------------------------------- | --- |
| Atlantis Edm stage                       | Taao Kross, Danny Wade, Albert Neve, Michael Calfan, Jay Hardway, Ummet Ozcan, W&W, Axwell, Sebastian Ingrosso, Afrojack, Dyro, Danny Ávila, 2Maniaks, Roberto Sansixto, Aitor Galan, Sandro Ávila, Jp Candela, Tenishia, Eric Vesper, Tom Swoon, Steve Angello, Chuckie, Merk & Kremot, Dj Nano, Mykriss, Juanjo Martin, Fox Stevenson, Quentin Mosimann, DBSTF, Beni Benassi, Paul Van Dyk, Brian Cross, Nervo, Martin Garrix, DVBBS, Andrew Rayel. |
| Undersea Techno stage                    | Aaron Gehrig, Joseph Capriati, The Martínez Brothers, Siles, David Att, Marcel Dettmann, Robert Hood, Chris Liebing, Ian Davis, Joris Voorn, Cuartero, Richy Ahmed, Loco Dice, Adam Beyer, Pan-Pot, Bel:Bro, 2Gen, Siles, Hector, Leon, Marco Carola, Ellen Alien, Paco Osuna. |
| Oceanic Indie stage                      | Don Fluor, Shetler, La habitación Roja, Nancys Rubias, Macaco, Lost Tapes, Amatria, Nudo Windsor, Solar, Arco, Supersubmarina, Carlos Sadness, Kostrok, Stereo Color, Smoking Souls, Polock, Izal, La Gran Pegatina, La Sr.Tomasa, The zombie kids. |
| Rainbow tent Remember                    | Alex Cervera, Churu & Kuki, German Bass Dj Napo & Alex Trackone, Jose Conca, Klubbheads Live, Dj Marta, Javi Boss, Ismael Lora, Miguel Serna, Chumi, Alice Dj Live, Christian Millan, Alfredo Pareja & David Cabeza, 80 Vinilos, Dj Juanet, Sergio Jiménez, Alex Selfa, Los Gemelos Puzzle, Arturo Rogers, Justo, Kike Jaén, Di Carlo, Raul Ortiz, Ismael Lora, Lorena Llanes, Carlos Agraz, Alex Cervera, Churu & Kuki, German Bass, Dj Napo & Alex Trackone, Jessy & Dee Dee, Jumper Brothers, Javi Crecente, Alex Cervera, Toni Atomic, DJ Thomas, David DTX, Buenri, Jimmy the sound, Dj Juanma, Da Tekno Warriors, Dj Batiste, Dj Isaac, Mad Dog, Javi Boss. |
| Sunshine tent Trap, Dubstep, Hard Techno | Joswerk, Roy Monsta, Psychobeat & Sahe, Box in Box, Snails, Netsky & Script MC, The Partysquad, Gloser, Dub Elements, Beuty Brain, Ikki & Costa, Grandtheft, Modestep, Nero Dj, Kill The Noise, LNY TNZ, Nuke, Frank Kvitta, Lukas & Fernanda Martins, Candy Cox, Pet Duo. |

### Edición 2017
| Escenario                 | Artistas |
| ------------------------- | --- |
| Gorillaz Kingdom Stage    | Hardwell, Dimitri Vegas & Like Mike, Steve Aoki, Dannic, Alesso, Yellow Claw, Coone, Juicy M, Valentino Khan, GTA, Dimitri Vangelis & Wyman, Jonathan Mendelsohn, Dj Nano, Garabatto |
| Techno Stage              | Sven Väth, Ben Sims, Jamie Jones, Jeff Mills, Nic Fanciulli, Len Faki, Paul Kalkbrenner, Matthias Tanzmann, Andrea Oliva, Cristian Varela, Oscar Mulero, Uner |
| D Fense Made Of Hardstyle | Coone, Da Tweekaz, Wildstylez, Zatox, Miss K8, Dany BPM, Broken Minds, DJ Pablo, Javi Boss, Vicente One More Time. |
| Trance Generation         | Aly & Fila, Cosmic Gate, Mauro Picotto, Chicane, Signum, Rank 1. |
| Radical Stage             | Kate Ryan, Alexia, Sensity World, Double You, Poogie Bears, Dj Sylvan, Dj Turutu, Kim Mazelle, Spanic, Sylver, Rozalla, Javi Boss, Dj Marta, Christian Millán, José Conca, Miguel Serna, Dj Juandy, Dj Napo, Raúl Platero, Alex Cervera, David Cabeza, Marc Skudero b2b Xavi Metralla, David de Radical, Pastis & Buenri, Ismael Lora, Chumi Dj, Head Hornys, David DTX, Di Carlo, Dj Batiste, Toni Atomic, Javi Creciente, Sergio Jiménez. |

### Edición 2018[9]
| Escenario            | Artistas |
| -------------------- | --- |
| Mainstage (Invaders) | David Guetta, Deadmau5, Alesso, Marshmello, Ferry Corsten, Headhunterz, Krewella, Nicky Romero, Pendulum Dj Set, Quintino, W&W |
| Techno Stage         | Carl Cox, Andrea Oliva, Adam Beyer, Chelina Manuhutu, Cristian Valera, Jon Rundell, John Digweed, Francisco Allendes, Nic Fianculli, Joris Voorn, Mathias Tanzman |
| Beach Club           | Angerfist, Nolz, Mad Dog, Art of Fighters, Stuned Guys, Arzadous, Radical Redemption, Warface, Miss k8, Javi Boss |
| Symphony             | La Luna, Sensity World, Tim Wokan, Javi Boss, Dj Marta, Christian Millán, José Conca, Miguel Serna, Dj Juandy, Dj Napo, Raúl Platero, Alex Cervera, David Cabeza, Marc Skudero b2b Xavi Metralla, David de Radical, Pastis & Buenri, Ismael Lora, Head Hornys, David DTX, Di Carlo, Dj Batiste, Javi Crecente, Sergio Jiménez. |

### Edición 2019[10]
| Escenario                  | Artistas |
| -------------------------- | --- |
| Mainstage (Queen´s Castle) | Dimitri Vegas & like Mike, Timmy Trumpet, Sebastian Ingrosso, Afrojack, Lost Frequencies, Nicky Romero, Vini Vici, Ferry Corsten, Head Hunterz, Quintino, Salvatore Ganacci, Gareth Emery |
| Techno Stage (Resonance)   | Amelie Lens, Jamie Jones, Paco Osuna, Richie Hawtin, Ben Sims, Oscar Mulero, Joseph Capriati, Cristian Varela, Cuartero, Marco Faraone, Nic Fianciuli, Pattrick Toppin, Andres Campo, Stacy Pullen, |
| Beach Club                 | Angerfist, Korsakoff, Anime, Bass Modulators, Frequencers, Noisecontrollers, Solstice (DJ), Tha Playah, Lady Dammage, Javi Boss, Mad Dog, Beret, C. Tangana, Gianluca Vacci, Juan Magan, Henry Medez y Zetazen. |
| Symphony                   | Ian Van Dahl, Lasgo, Noemi, Versus, Ken Lazlo, Javi Boss, Dj Marta, Christian Millán, José Conca, Miguel Serna, Dj Juandy, Dj Napo, Raúl Platero, Alex Cervera, David Cabeza, Marc Skudero b2b Xavi Metralla, David de Radical, Pastis & Buenri, Ismael Lora, Head Hornys, David DTX, Di Carlo, Dj Batiste, Javi Crecente, Sergio Jiménez. |

## Zona de acampada

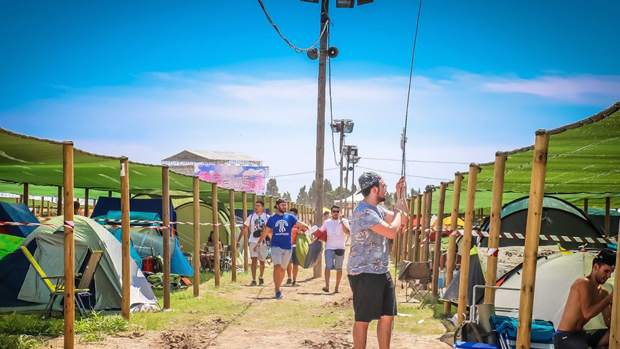
Imagen acampada Medusa Festival 2017

En la segunda edición del Medusa Sunbeach se inauguró la zona de camping para los asistentes al festival. La acampada se realizó desde el jueves 13 al domingo 16 de agosto. El camping se encontraba en una zona acotada perimetral, con una edad mínima de 18 años para acceder a la zona controlada por seguridad.  Esta zona era ocupada por orden de llegada hasta completar el aforo y de manera ordenada siguiendo las indicaciones del personal de la organización. Contaba con sombras, duchas, baños, un minimarket, recarga de móvil, escenario, consigna y enfermería; y estaba regulado por una normativa con un total de 30 normas.
Tras varias ediciones con una creciente afluencia de público, la organización ha mejorado los servicios y han aparecido nuevas opciones dentro de su recinto de acampada, como zonas de relax, glamping y bungalós.

## Incidentes

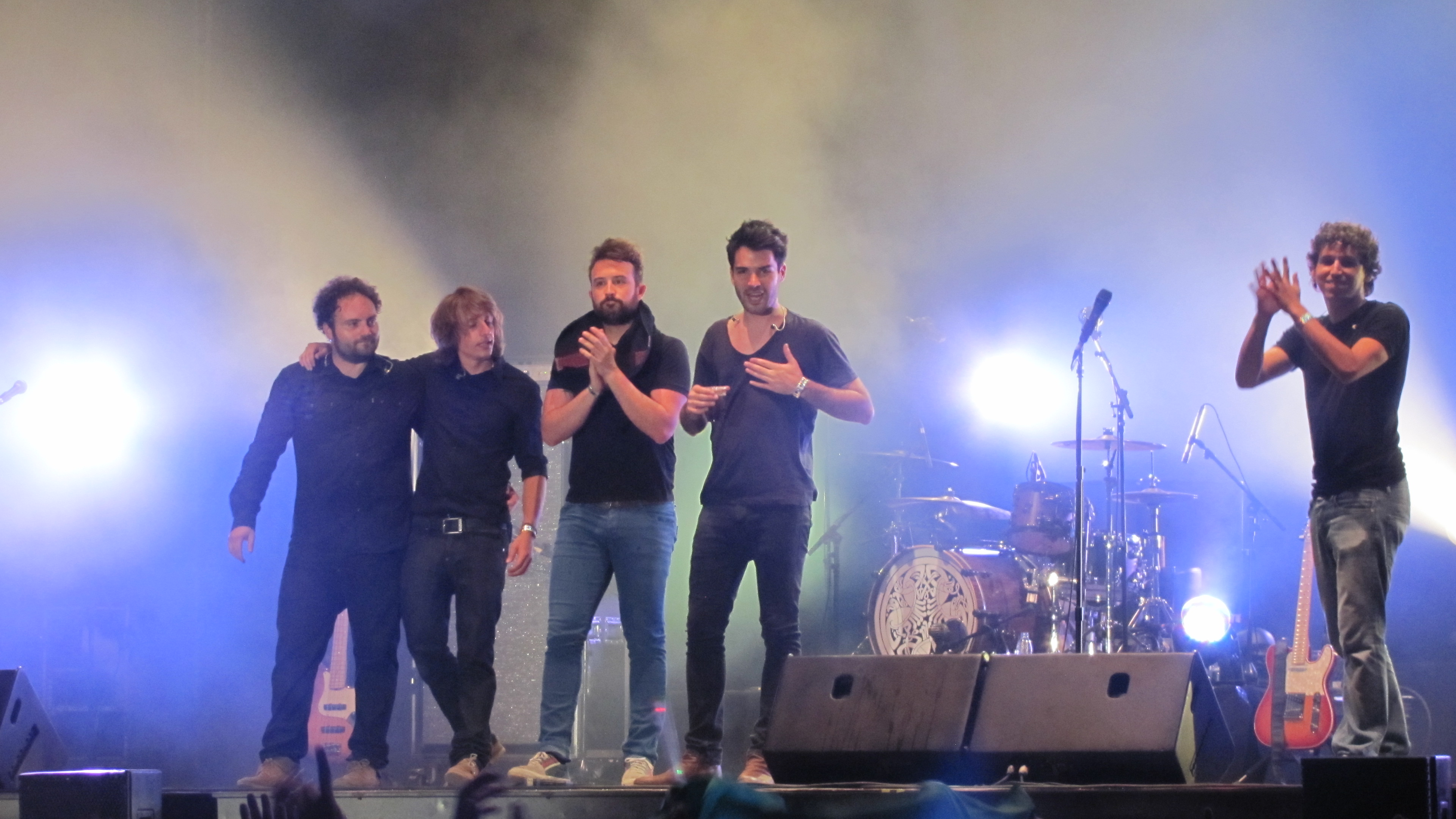
Supersubmarina al completo.

### Accidente automovilístico del grupo Supersubmarina
El grupo Supersubmarina sufrió un accidente de tráfico regresando del festival durante la madrugada del sábado 13 de agosto.
El siniestro consistió en un choque fronto-lateral del turismo donde viajaba el grupo más un conductor y una furgoneta en la que iba el sexto afectado del accidente. El cantante, José Marín, ingresó en el Hospital Neurotraumatológico de Jaén para ser intervenido con urgencia en la mañana del domingo. Los otros tres componentes del grupo han sufrido heridas leves, al igual que el conductor que les acompañaba.

### Descenso de los delitos
En la edición de 2016 del festival se registró una caída del 66% de los delitos respecto al año anterior. Esta diferencia de delitos de un total de 124 (186 en 2015 contra 62 en 2016) se atribuye al despliegue del dispositivo de seguridad en Cullera los días 12, 13 y 14 de agosto con motivo del festival. Un 75% de los delitos han sido contra el patrimonio y socioeconómicos, como hurtos y robos. El resto se comprenden entre tráfico de drogas y conducción bajo los efectos del alcohol. Por otro lado, en 2016 se registraron 10 detenciones, con muy poca diferencia respecto a 2015 con 11 detenciones.

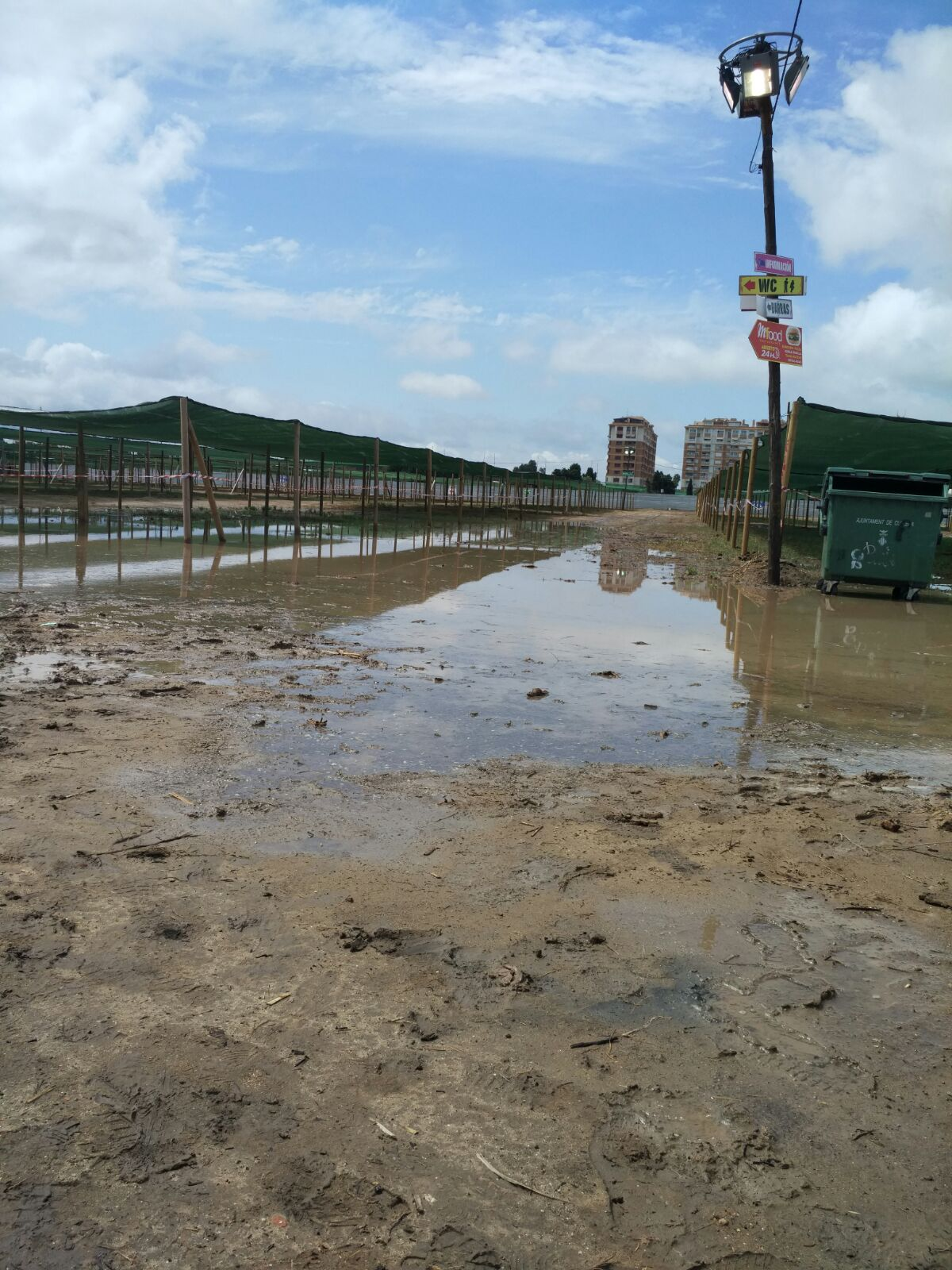
Acampada Medusa Sunbeach Festival afectada por las lluvias torrenciales en su tercera edición.

### Inundación de la zona de acampada

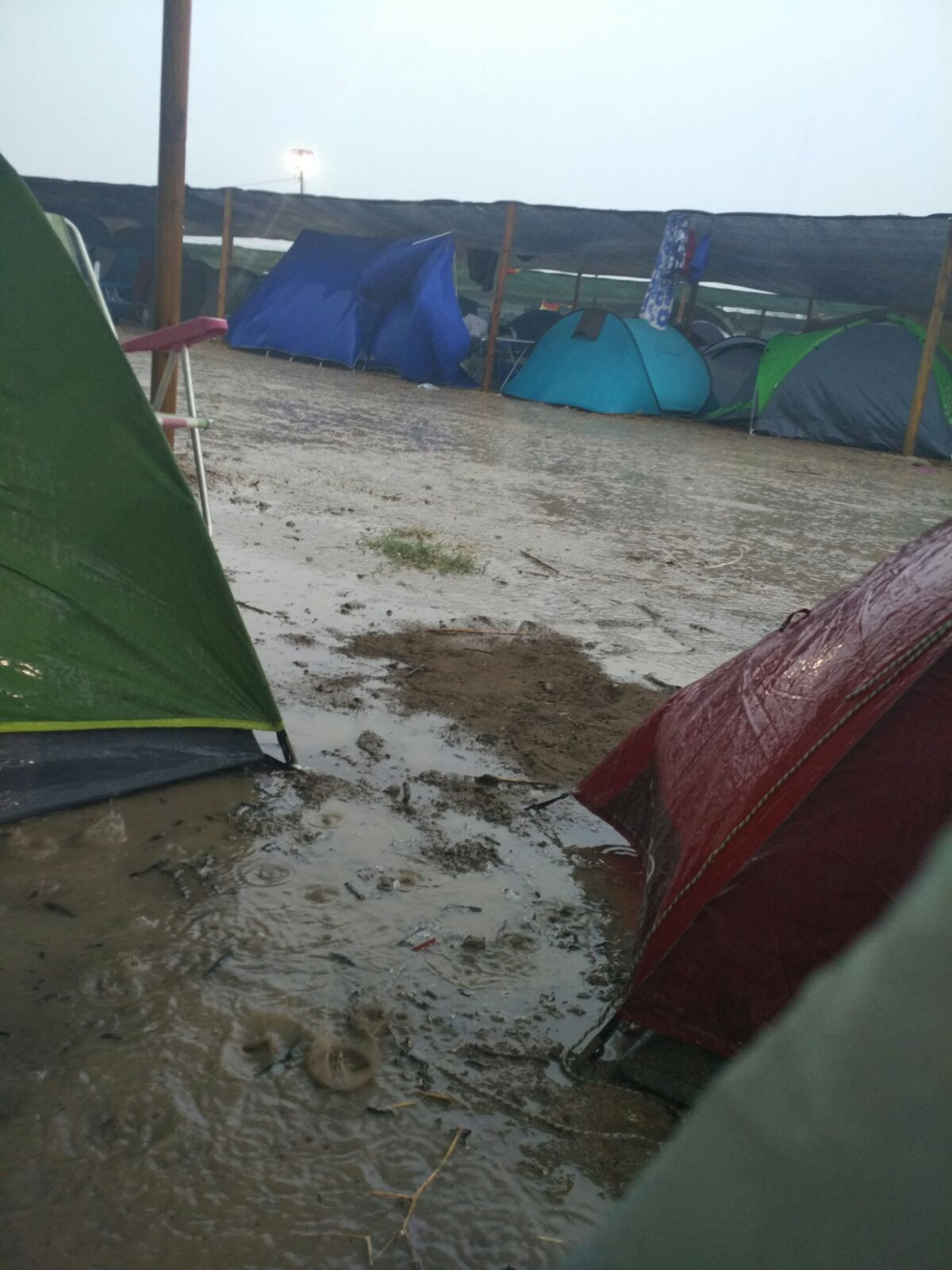
Zona de acampada durante la tormenta.

La tercera edición (año 2016) contó con 7 días de acampada junto al mar, del 8 al 15 de agosto. Contaba con todo tipo de infraestructuras y servicios independientes para una mayor comodidad de los asistentes del festival. Se contaba con un servicio de limpieza para los servicios de baños químicos y duchas , con un mantenimiento constante las 24 horas del día.
La lluvia obligó a los 3.000 campistas a abandonar la zona de acampada del certamen. Por ello, el Ayuntamiento y la organización del evento pusieron a disposición de los campistas el pabellón cubierto municipal.
Debido a los imprevistos climatológicos, todo el equipo de Medusa Sunbeach Festival estuvo trabajando intensamente para el restablecimiento de los servicios de la zona de acampada. El Ayuntamiento de Cullera y la organización del evento pusieron a disposición de los campistas el pabellón cubierto municipal, ubicado en el Carrer Sor Joana Cabanilles, equipado con todos los servicios básicos –alimentos, aseos y agua potable, entre otros–, donde los clientes pudieron reubicarse momentáneamente para su comodidad hasta que se restableció la normalidad.

### Reventón cálido
En la edición de Medusa Sunbeach Festival 2022, la madrugada del 13 de agosto en torno a las 4:10 se produjo un reventón cálido que provocó vientos de hasta 90 km/h, lo cual sorprendió a miles de asistentes que se encontraban en el lugar. El fenómeno meteorológico ocasionó el desprendimiento de parte de la indumentaria decorativa del escenario, así como el colapso de una pequeña parte del mismo, esto debido a que el escenario se encontraba afianzado con maceteros de hormigón que servían de contrapesos que sumaban 60 toneladas en total, lo que permitió la resistencia de la mayor parte del escenario a los fuertes vientos. Así mismo, los fuertes vientos causaron el desplome de un cartel de entrada al festival de grandes dimensiones, además del colapso de una estructura metálica perteneciente al recinto, cerca de los baños portátiles. Esto último ocasionó la muerte de un joven de 22 años, quien habría muerto al momento del incidente y cerca de 40 personas resultaron heridas con lesiones de diversa consideración.

## Premios y nominaciones
| Año  | Premio               | Categoría                                     | Resultado |
| ---- | -------------------- | --------------------------------------------- | --------- |
| 2015 | Premios Fest         | Mejor festival de gran formato                | Nominado  |
| 2015 | Premios Fest         | Mejor producción                              | Nominado  |
| 2015 | Premios Fest         | Festival revelación                           | Nominado  |
| 2015 | Premios Fest         | Festival con mejor campaña de comunicación    | Nominado  |
| 2015 | Premios Fest         | Festival con mejor zona de acampada           | Nominado  |
| 2015 | Premios Fest         | Festival más sostenible                       | Nominado  |
| 2015 | Premios Fest         | Mejor directo nacional (por Brian Cross)      | Nominado  |
| 2015 | Vicious Music Awards | Mejor festival                                | Nominado  |
| 2016 | Premios Fest         | Mejor festival de gran formato                | Nominado  |
| 2016 | Premios Fest         | Festival más sostenible                       | Nominado  |
| 2016 | Premios Fest         | Festival con mejor zona de acampada           | Nominado  |
| 2016 | Premios Fest         | Festival con mejor campaña de comunicación    | Nominado  |
| 2016 | Premios Fest         | Mejor directo nacional por Izal               | Nominado  |
| 2016 | Premios Fest         | Mejor directo internacional por Steve Angello | Nominado  |
| 2016 | Vicious Music Awards | Mejor festival                                | Finalista |

## Impacto económico

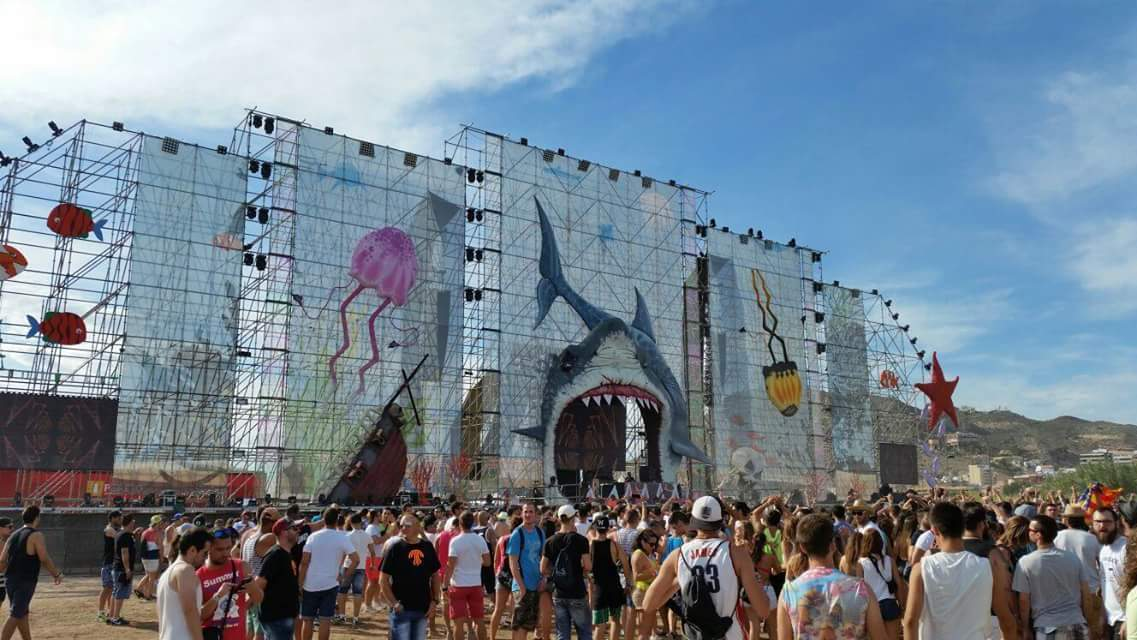
Escenario principal Medusa Sunbeach Festival 2015

La segunda edición del Medusa Sunbeach Festival tuvo un impacto económico que el consistorio y la organización cifraban en más de tres millones de euros. La cifra superó las expectativas iniciales, que apuntaban a un beneficio para la economía local de algo más de un millón, según señaló el Ayuntamiento en un comunicado. Según el mismo, ya a media tarde del sábado el balance de asistentes marcaba la cifra agregada de 67.000 personas repartidas entre los tres días del evento, que se inició el jueves y se prolongó hasta primeras horas del domingo.
En cuanto a la tercera edición del Medusa Sunbeach Festival dejó un impacto económico de alrededor de 18 millones de euros en Cullera, según las primeras estimaciones que se realizaron por el consistorio de la ciudad turística, superando las cifras de las anteriores ediciones.
El macroevento logró atraer a 145.000 participantes durante los tres días de duración de los conciertos y la semana de acampada, más del doble que el año anterior, lo que lo convierte en el festival de música electrónica más multitudinario de España y el que más crece del país.
La organización estimó que durante los meses previos al Medusa y durante los días de duración del evento se crearon entre 800 y 1.000 empleos entre directos e indirectos.
El impacto inicial estimado por el alcalde, Jordi Mayor, se situaba en los 10 millones de euros. Los apartamentos y hoteles tuvieron gran demanda durante los días del festival, ocupando una totalidad casi del cien por cien. Las pernoctaciones se efectuaron el 90 por cien en Cullera y el resto fuera de la ciudad al no poder albergar tanta demanda el municipio.
El festival ha afectado positivamente a diferentes ámbitos, como la hostería, el transporte y los comercios.

## Escenografía

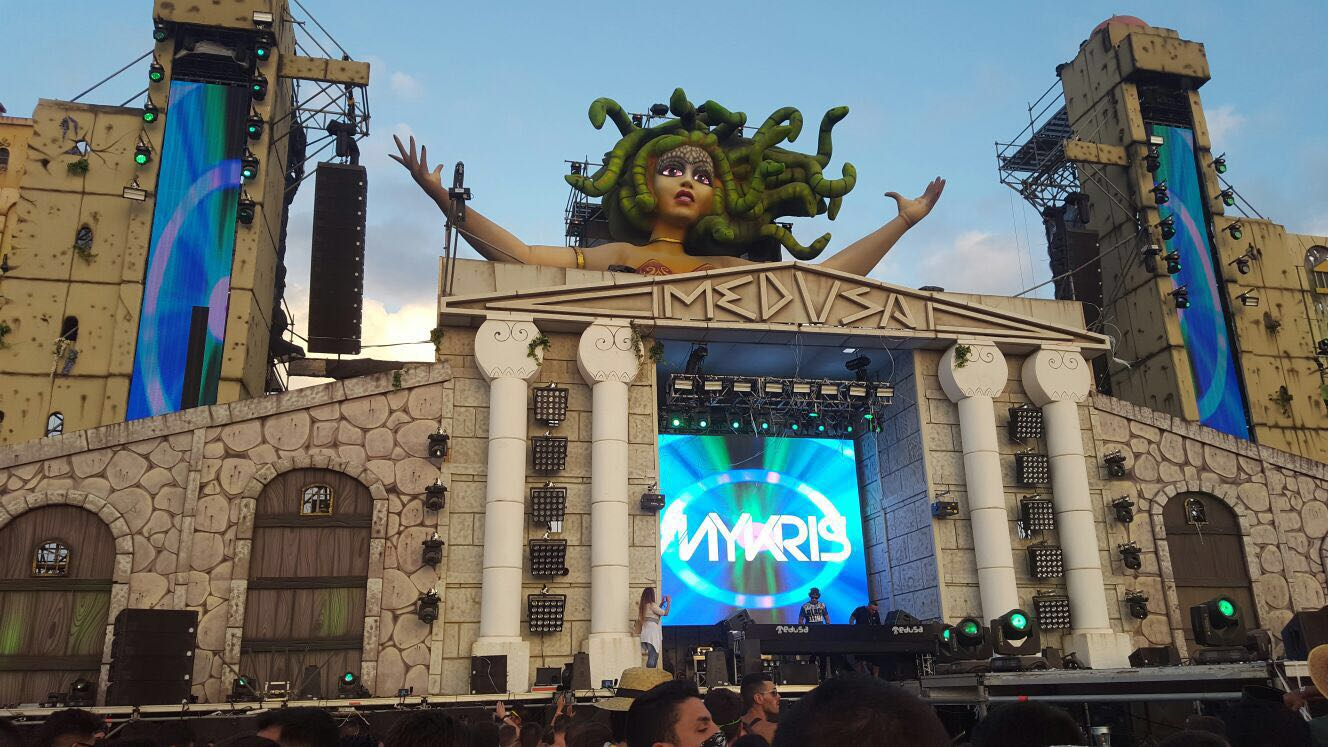
Escenario principal Medusa Sunbeach Festival 2016

El diseño del escenario principal en las dos últimas ediciones[¿cuándo?] del festival corrió a cargo del artista fallero Fede Alonso. Su taller estuvo trabajando un mes en este proyecto a la par que se continuaba con la construcción de las fallas que tiene en las localidades de Villanova de Castelló, Algemesí, Pego y la misma Cullera.
Cinco personas trabajaron en esta escenografía que simulaba un fondo marino, debido a su cercanía a la playa. Medusas gigantes, peces, un barco hundido y en el centro un gran tiburón blanco de 16 metros de altura, cuyos fauces albergaban el escenario desde el que el DJ estadounidense Steve Aoki dio el pistoletazo de salida a 40 horas de música techno, indie y remember.
El escenario de la edición de 2016, sin embargo, acarreó mucho más trabajo. Desde finales de abril su taller trabajó a tiempo completo en el modelado de las enormes piezas que decoraron el escenario, que duplicó en tamaño al de 2015. El montaje de las estructuras verticales y la infraestructura técnica que soportó esta puesta en escena comenzó un mes antes del festival.
El escenario de la edición 2017 fue construido también por el fallero Fede Alonso, el cual representaba la selva con diferentes elementos de vegetación donde una gran figura central en forma de gorila era la pieza más destacada.
La edición de 2018 fue construida por la propia organización y representaba la ciudad de Nueva York con edificios icónicos sobre los que aparecían naves extraterrestres posadas en ellos. Por primera vez los materiales de construcción no solo consistieron en elementos falleros sino que se combinó madera, vinilo impreso y elementos falleros (las naves) que fueron construidas por el artista local Alfredo Bayona. El diseño conceptual fue a cargo de la empresa Holandesa TwofiftyK (250k).
La edición 2019 fue íntegramente construida por el artista fallero Manolo Garcia, el escenario consistía en castillo de cuento de hadas, con una figura central que representaba un dragón. Para este proyecto se combinó elementos de falla junto a Madera y lonas grapadas en bastidores. El diseño conceptual fue a cargo de la empresa española Light House.